# Incendie de la prison d'Evin
L'incendie de la prison d'Evin est survenu le 15 octobre 2022 à partir d'environ 10 h 0 heure locale lorsqu'une série d'incidents, dont un incendie, des explosions et des combats à l'arme automatique, s'est produite dans la prison d'Evin à Téhéran, en Iran, se poursuivant jusqu'au petit matin du 16 octobre 2022.

## Contexte
La prison d'Evin est connue pour détenir des militants politiques et des journalistes, ainsi que les binationaux et les étrangers,.

## Déroulement

### Incendie
Les rapports sur le début de l'incendie et les événements connexes varient. Selon le New York Times (NYT), trois versions incluent "un engin explosif, une tentative d'évasion et une infiltration de la prison depuis l'extérieur". Un témoin interrogé par le NYT a déclaré avoir entendu des coups de feu à partir de 10 h 0 heure locale.
Selon le Centre judiciaire des médias et le gouverneur général de Téhéran Mohsen Mansouri, lors d'une bagarre entre un certain nombre de prisonniers dans les quartiers 6 et 7, qui sont tous deux des prisons spéciales pour condamnations financières et vols, l'atelier de couture de la prison a pris feu.
Des témoins interrogés par Al Jazeera English ont déclaré que l'incendie avait été déclenché par des cocktails Molotov lancés dans la prison, suivis par les forces de sécurité tirant et utilisant des gaz lacrymogènes.

### Explosions et tirs
L'agence de presse Fars a déclaré que quatre "explosions massives" ont eu lieu après que l'IRNA a affirmé que l'incendie avait été éteint. Un témoin du NYT a déclaré avoir entendu des coups de feu automatiques et des explosions "énormes" vers 21 h 0, heure locale.
Selon le Centre pour les droits de l'homme en Iran (en), une "fusillade" a eu lieu dans la prison d'Evin à 22 h 0 heure locale dans la nuit du 15 octobre.
Des vidéos partagées sur les réseaux sociaux le 15 octobre montraient de la fumée s'élevant de la prison. Des coups de feu répétés ainsi que des chants antigouvernementaux pouvaient également être entendus dans les vidéos.
Des explosions provenant de la prison ont été entendues aux premières heures du 16 octobre.
Amirdaryoush Youhaei, un résident local, a déclaré : « Il y a eu une énorme sirène, puis onze grosses explosions et des tirs de mitrailleuses qui ne se sont pas arrêtés. [...] C'était comme si nous regardions un film de guerre. »[réf. nécessaire]

## Rapports des médias
Les médias affiliés au Corps des Gardiens de la révolution islamique et au gouvernement de la République islamique ont rapporté le conflit et l'incendie dans cette prison.

## Événements autour de la prison
Les familles des prisonniers d'Evin et de divers autres se sont rassemblées près de la prison. Les forces gouvernementales leur ont lancé des gaz lacrymogènes en réponse. Les forces de sécurité ont également bloqué l'autoroute Yadegar-e-Emam (en) pour empêcher les gens de s'approcher. Des slogans antigouvernementaux pouvaient être entendus dans des vidéos tournées autour de la prison. Les slogans qui ont été criés incluaient "Mort au dictateur". Selon le site médiatique iranien Mizan.news, quatre prisonniers, qui avaient tous été condamnés pour des délits liés au vol qualifié, ont été tués et 61 autres détenus ont été blessés.
Les fenêtres des maisons voisines ont été brisées par les ondes de choc des explosions entendues vers 21 h 0 heure locale, selon un témoin du NYT.